# Кобзевичі
Кобзевичі (біл. вёска Кабзевічы) — село в складі Червенського району Мінської області, Білорусь. Село підпорядковане Лядівській сільській раді, розташоване в центральній частині області.